# Edgardo Moreira
Edgardo Moreira (* 28. Januar 1952 in Buenos Aires) ist ein argentinischer Schauspieler.

## Leben
Moreira wurde am 28. Januar 1952 in Buenos Aires geboren. Sein Vater war Constantino Moreira, der unter dem Pseudonym Tino Marín gemeinsam mit Carlos Estrada und Alfredo Alcón Radio-Seifenopern realisierte. Seine Mutter war Pianistin sowie Komponistin und Rektorin des Nationalen Konservatoriums. Seine Schwester Cristina Moreira ging in jungen Jahren nach Paris und lebte zehn Jahre in Europa und erlernte die Lecoq-Methode. Nach ihrer Rückkehr nach Argentinien wurde sie Lehrerin für Clown-Ausbildungen.
Mit fünf Jahren machte Moreira erste Auftritte als Clown. Ab seinem elften Lebensjahr besuchte er die Schule La Salle, da er den Berufswunsch eines Priesters hatte. Er entschied sich ein Jahr später um und legte die Prüfungen an der Marine-Militärschule ab, entschied sich aber kurz vorm Eintritt dazu, sein Abitur zu erlangen und danach eine Schauspielkarriere anzustreben. Nach seinem Schulabschluss lebte Moreira sechs Monate in den USA und kehrte zum Jahresanfang des Jahres 1970 zurück nach Argentinien. Er bewarb sich am National Conservatory of Dramatic Art und erhielt dank guter Englischkenntnisse erste Rollen in US-amerikanischen Filmproduktionen. Er war bis ins Jahr 2000 mit der argentinischen Schauspielerin Noemí Alan (* 25. Juni 1958) verheiratet.

## Karriere
Moreira sammelte ab 1972 erste schauspielerische Erfahrungen am Liceo-Theater. Erste Rollen erhielt er ab den frühen 1980er Jahren in verschiedenen argentinischen Serienproduktionen. 1985 verkörperte er im Film Wizards of the Lost Kingdom mit den Rollen des Wulfrick, des alten Simon und als Gulfax gleich drei Charakterrollen. 1987 erhielt er in der Fernsehserie Valeria seine bis dato größte Serienrolle als Rogelio in fast 40 Episoden. Weitere große Serienrollen erhielt er mit Beginn der 1990er Jahre in den Fernsehserien Di Maggio und Cosecharás tu siembra. 2000 stellte er in der Fernsehserie Campeones de la vida die Rolle des Hugo in 70 Episoden dar. Von 2007 bis 2008 spielte er die Rolle des Carlos Guzmán in 145 Episoden der Fernsehserie Mujeres de nadie. Von 2019 bis 2020 war er in der Fernsehserie Pequeña Victoria in 32 Episoden als Marcelo Santos zu sehen.

## Filmografie (Auswahl)
- 1981: Tengo calle (Fernsehserie, 15 Episoden)
- 1981: Los especiales de ATC (Fernsehserie, 1 Episode)
- 1982: Rebelde y solitario (Fernsehserie, 19 Episoden)
- 1985: Wizards of the Lost Kingdom
- 1985: American Scorpion (Cocaine Wars)
- 1986: Brennendes Land (Soldier's Revenge)
- 1986: Malayunta
- 1987: Valeria (Fernsehserie, 39 Episoden)
- 1988: De fulanas y menganas (Fernsehserie, 1 Episode)
- 1989: Las comedias de Darío Vittori (Fernsehserie, 2 Episoden, verschiedene Rollen)
- 1990: Teatro para pícaros (Fernsehserie, 3 Episoden)
- 1990: Di Maggio (Fernsehserie, 19 Episoden)
- 1991: Cosecharás tu siembra (Fernsehserie, 25 Episoden)
- 1995: Ilusiones (Fernsehserie)
- 1996: Como pan caliente (Fernsehserie, Fernsehserie, Episode 1x01)
- 1996: Gino (Fernsehserie, 17 Episoden)
- 1998: Gasoleros (Fernsehserie)
- 1998: Verano del '98 (Fernsehserie, 3 Episoden)
- 1999: Por el nombre de Dios (Fernsehserie, 9 Episoden)
- 1999: El hombre (Miniserie, 13 Episoden)
- 2000: Campeones de la vida (Fernsehserie, 70 Episoden)
- 2001: Nada x perder
- 2001: Yago, pasión morena (Fernsehserie, 32 Episoden)
- 2002: Franco Buenaventura, el profe (Fernsehserie, Episode 1x01)
- 2002: Dibu 3
- 2003: Durmiendo con mi jefe (Miniserie, Episode 1x03)
- 2004: Los secretos de papá (Fernsehserie, 1 Episode)
- 2005: El jardín de las hespérides
- 2005: Sin código (Fernsehserie, 7 Episoden)
- 2005: Detector de mentiras (Kurzfilm)
- 2005: Botines (Miniserie, Episode 1x14)
- 2006: Sos mi vida (Fernsehserie, 33 Episoden)
- 2007: El hombre que volvió de la muerte (Fernsehserie, 14 Episoden)
- 2007–2008: Mujeres de nadie (Fernsehserie, 145 Episoden)
- 2009: Champs 12 (Fernsehserie, 2 Episoden)
- 2009: Valientes (Fernsehserie, 4 Episoden)
- 2012: El Tabarís, lleno de estrellas (Fernsehfilm)
- 2012: Grey Wolf: Hitler’s Escape to Argentina (Dokumentation)
- 2013: Solamente vos (Fernsehserie, Episode 1x269)
- 2013: Lectura Según Justino
- 2013: Una vida posible (Fernsehspezial)
- 2014: Sres. Papis (Fernsehserie)
- 2014: Santos y pecadores (Miniserie, Episode 1x09)
- 2016: Angelita la doctora
- 2016: Hector Oesterheld comparte un choripan con sus verdugos (Kurzfilm)
- 2016: F.A.M.
- 2016: Loco x vos (Fernsehserie, 3 Episoden)
- 2019: La casa acecha
- 2019–2020: Pequeña Victoria (Fernsehserie, 32 Episoden)
- 2020: Separadas (Fernsehserie, Episode 1x01)
- 2023: No Corre el Viento